# Neckenmarkt
Neckenmarkt is een gemeente in de Oostenrijkse deelstaat Burgenland, gelegen in het district Oberpullendorf (OP). De gemeente heeft ongeveer 1700 inwoners.

## Geografie
Neckenmarkt heeft een oppervlakte van 26,9 km². Het ligt in het uiterste oosten van het land.
Kadastrale gemeenten zijn Haschendorf en Neckenmarkt.
Deutschkreutz · Draßmarkt · Frankenau-Unterpullendorf · Großwarasdorf · Horitschon · Kaisersdorf · Kobersdorf · Lackenbach · Lackendorf · Lockenhaus · Lutzmannsburg · Mannersdorf an der Rabnitz · Markt Sankt Martin · Neckenmarkt · Neutal · Nikitsch · Oberloisdorf · Oberpullendorf · Pilgersdorf · Piringsdorf · Raiding · Ritzing · Steinberg-Dörfl · Stoob · Unterfrauenhaid · Unterrabnitz-Schwendgraben · Weingraben · Weppersdorf
- Bibliothèque nationale de France: cb15079148r (data)
- Gemeinsame Normdatei: 4549138-0
- Library of Congress Control Number: no2005082167
- Nationale Bibliotheek van Israël: 987007494365905171
- Virtual International Authority File: 167422151